# Institutul de Investigare a Crimelor Comunismului și Memoria Exilului Românesc
Institutul de Investigare a Crimelor Comunismului și Memoria Exilului Românesc, prescurtat IICCMER, este o instituție publică având personalitate juridică, aflată în subordinea Guvernului și în coordonarea primului-ministru. Menirea Institutului este studierea perioadei comuniste din istoria României, și dacă este necesar, sesizarea organelor de justiție pentru pedepsirea celor vinovați de comiterea unor crime.
Din 17 ianuarie 2020, președinte executiv al institutului este Alexandra Toader.

## Baza legală
Institutul Național pentru Memoria Exilului Românesc (INMER) a fost înființat în ianuarie 2004 de către guvernul Năstase, acțiunea fiind considerată la vremea respectivă ca fiind o încercare a premierului Adrian Năstase de a „îmblânzi” exilul românesc în vederea alegerilor.
Institutul de Investigare a Crimelor Comunismului (IICCR) a fost înființat prin Hotărârea Guvernului nr. 1724/21.12.2005.
Textul acestei hotărâri a fost publicat în Monitorul Oficial nr. 1195 din 30 decembrie 2005.
Prevederile acestei hotărâri au fost modificate prin Hotărârea Guvernului nr. 394 din 29 martie 2006 (publicată în Monitorul Oficial din data de 3 aprilie 2006), și Hotărârea Guvernului nr. 388 din 25 aprilie 2007 (publicată în Monitorul Oficial Nr. 295 din 4 mai 2007).
Pe 25 noiembrie 2009, Institutul de Investigare a Crimelor Comunismului în România (IICCR) a fost comasat cu Institutul Național pentru Memoria Exilului Românesc (INMER), rezultând o nouă instituție, Institutul de Investigare a Crimelor Comunismului și Memoria Exilului Românesc (IICCMER).
La acel moment, la conducerea celor două institute se aflau Marius Oprea și Dinu Zamfirescu.
Aceștia au condus noul institut până la 27 februarie 2010, când primul ministru Emil Boc i-a destitut, la conducerea IICCMER fiind numit Vladimir Tismăneanu.

## Obiectivele Institutului
Principalele obiective ale Institutului sunt:
- obținerea de date, documente și mărturii cu privire la toate acțiunile opresive exercitate de fostul regim comunist;
- sesizarea organelor de cercetare penală;
- informarea obiectivă a opiniei publice cu privire la crimele, abuzurile și instigările la crime săvârșite în numele „luptei de clasă" de persoanele cu funcții de răspundere în perioada comunistă;
- programe educative, și de inițierea unor proiecte specifice alături de instituții de profil din țară și din străinătate.

Hotărârea Guvernului din 26.04.2007 a extins atribuțiunile Institutului.

## Organizarea și personalul institutului
Regulamentul de organizare și funcționare este aprobat prin ordin al președintelui institutului.
Obiectivele institutului sunt duse la îndeplinire de către experții Direcției generale investigații, sub coordonarea Comitetului director și a Consiliului de onoare, alcătuit din 11 personalități marcante ale societății civile, numite prin decizie a primului-ministru.
Din martie 2014 directorul institutului este teologul ortodox Radu Preda, numit pe perioadă de 6 ani, prin decizia primului-ministru Victor Ponta (PSD). În septembrie 2015 Zoe Petre, Dennis Deletant, Cristian Pârvulescu, William Totok și Adrian Cioroianu s-au autosuspendat din consiliul științific al institutului în semn de protest față de declarațiile lui Radu Preda. Cei cinci au cerut fără succes schimbarea sa din funcție.